# 南安寺塔
南安寺塔是位于中国河北省蔚县城内南门西侧的辽代佛塔。南安寺塔为砖石结构八面十三级实心密檐式塔，地下有地宫。南安寺兴建早于蔚州建城，毁于明初，仅存寺塔。2001年被列为第五批全国重点文物保护单位，2010年，南安寺塔地宫遭盗挖，次年地宫文物被盗案破获。

## 历史

### 修建与保护

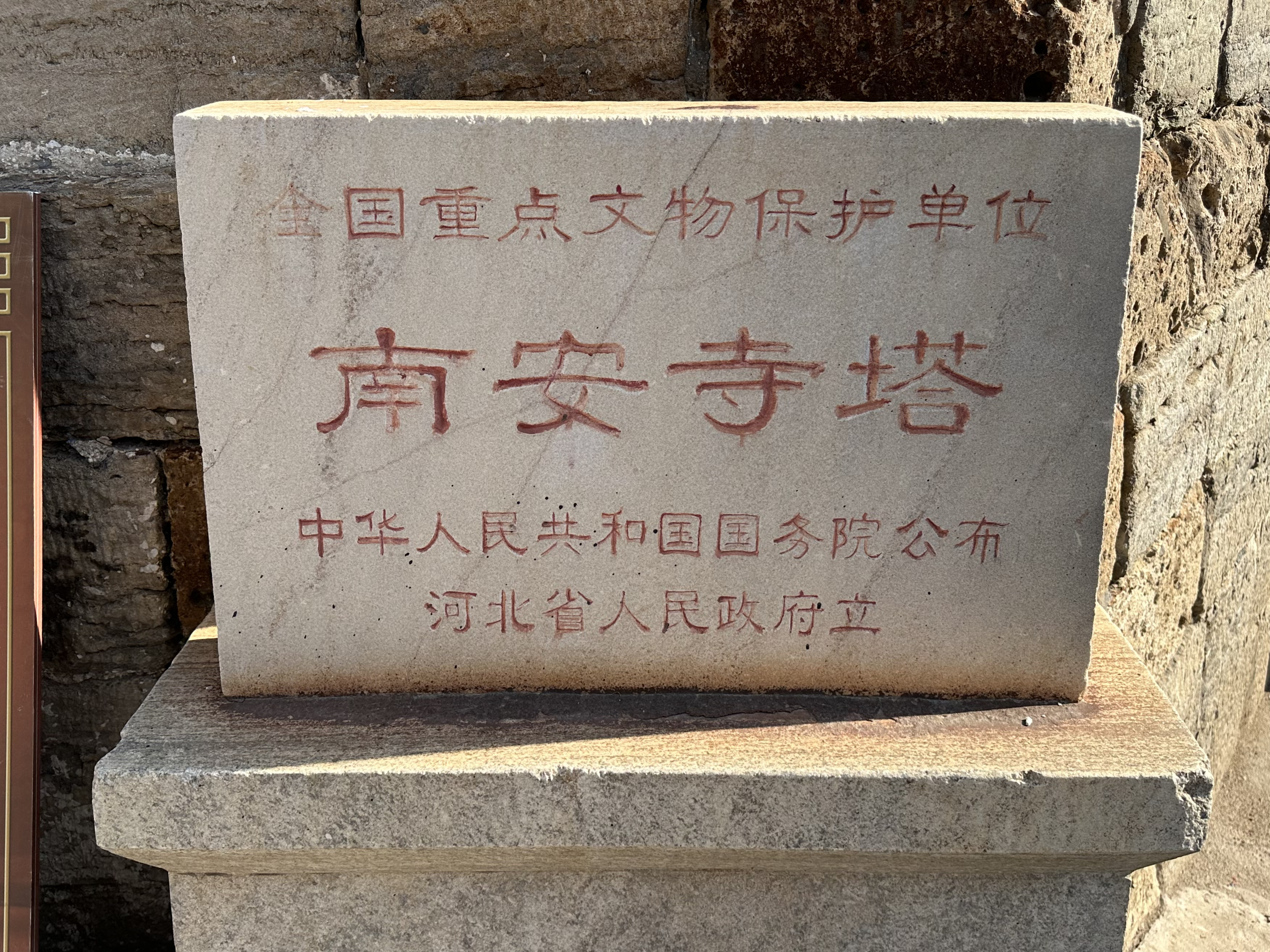
南安寺塔是全国重点文物保护单位

蔚州于北周大象二年（580年）建城前便已有了南安寺塔身影，不过具体始建年代无确切记载。关于始建年代，自明崇祯版《蔚州志》提及南安寺为“汉时”寺院起，多认为南安寺和塔与汉代有关。如今常见有两种观点：一为寺院始建于汉，塔建于北魏；二为塔与寺均建于佛教兴盛的北魏时期。现存南安寺塔为辽天庆元年（公元1111年）重建。南安寺自北魏到辽代一直为云燕名刹，香火旺盛。明洪武初年，指挥使周房扩建蔚州城而拆处南安寺，仅留佛塔。拆寺原有主要有两种说法：一为“妨碍说”，因蔚州城墙南墙西侧要穿过南安寺，故拆除南安寺仅保存佛塔；二为“缺砖说”，修建蔚州南城墙缺砖，而拆寺取砖。
清康熙四十五年（1706年），蔚州知事柯法主持修缮南安寺塔，此次修建重修了须弥座和塔基，对其进行包砌。光绪年间再次对塔进行维修。民国十五年（1926年）塔身一、二层东南侧受到炮击，塔檐被破坏。1986年，蔚县博物馆组织对南安寺塔进行修缮，加固了塔基、塔座，同年，南安寺塔被列为河北省文物保护单位。2000年，中华人民共和国国务院公布第五批全国重点文物保护单位，南安寺塔位列其中。南安寺塔是2024年8月上线的电子游戏《黑神话：悟空》的取景地之一。

### 地宫文物被盗案
2009年底到2010年7月底，在张家口做生意的石某河与郑某蛟组织发掘团队。团队租用南安寺塔附近居民张某家，先后三次向南安寺塔方向发掘地道。最终地道虽已接近南安寺塔塔基，但遭回填，挖掘团队散伙。2010年10月，知道挖掘地道的王某东再次组织对南安寺塔地宫的盗取发掘，并成功挖通地道。王某东等人先后两次进入地宫，从地宫盗取天王木像、木塔、舍利塔等文物，并两次往返于河北与山东，在袁某强处销赃获利共170万元人民币。
2011年3月，张某报案。全国重点文物保护单位被盗迅速引发关注，于是中华人民共和国公安部将此案列为“2011打击文物犯罪专项行动”首批挂牌督办案件，河北省、张家口市、蔚县的公安机关及文物部门成立专案组。在将张某作为突破口的情况下，专案组在9省（市）13市（区）开展侦查、调查，筛查人员超60万，重点筛选人员超百人。2011年4月，石某河与郑某蛟组织的发掘团队成员多人落网，2011年6月，王某东落网。经过审讯、调查后，南安寺塔地宫文物被盗案告破。2013年9月，张家口中级人民法院判处王某东等11人15年到3年的有期徒刑，并处罚金。

## 形制

### 佛塔
南安寺塔通高超过32米，八面十三级，为砖石结构实心密檐式塔。南安寺塔从下往上分为四部分：塔基、塔座、塔身、塔刹。塔基高2.5米，为条石垒砌的须弥座。八边形砖砌塔座位于其上，各面宽3米，其中东、西、南、北四面有兽首图案砖雕；东南、东北、西南、西北四面有不同图案的砖雕。塔座之上为仿木砖檐，其上有雕砌而成的三周仰莲瓣。塔身位于莲花座中，塔身第一级较高，东、西、南、北四面有拱形假隔扇门，门券上有二龙戏珠浮雕；东南、东北、西南、西北四面有花棂盲窗，顶部有砖雕盘龙；四角有砖雕塔柱；上有一周如意云头，其上为额枋，枋上为仿木砖斗拱，斗拱以上出飞檐。二级及以上相连紧密，中有砖檐相隔，布瓦收顶；每层正中置铜镜，各翼角挂有风铎。塔刹有仰莲承托，塔刹刹身由覆钵、相轮、园光、珠宝组成。

### 地宫
南安寺塔地宫平面呈边长约1.3米的正方形，高超过2.7米，四壁叠涩内收，盗挖之初地宫分为上下两部分，有石板覆盖在地宫顶的中部。地宫四壁存有公约15平方米的壁画，地宫墙壁因年代久远而出现墙砖开裂脱落的情况，壁画有损毁。北壁的壁画内容为中间为七级密檐式塔，塔东侧为菩提树，塔西侧为朝拜的三人。西壁的壁画内容是分为上下两部分的仙人炼丹图，上部分为正在炼丹的仙人，仙人旁有两排各四把正在炼丹的莲花纹炼丹壶，炼丹壶放置于方格纹台面上；下部分为八名仙人。南壁壁画内容为吊唁图。东壁壁画分为上下两部分，上部为花卉图案；下部因壁画脱落而难以辨认，左下有墨书题记“天庆辛卯三月二十一日书皇子照□庆赵□□□”。

### 寺院
现存南安寺建筑为清康熙四十五年（1706年）重建，由柯法主持修建。寺院近420平方米，重建后的南安寺供奉释迦牟尼、观音菩萨、地藏菩萨。清乾隆、同治、光绪对寺院修缮。如今，康熙年间修建的青莲花界碑楼、山门的“古南安寺”匾额已毁。现存寺院为一进院落，院内有观音殿，进深三楹。两侧各有一禅房，南安寺塔位于寺院南部。南安寺塔西侧有碑楼，存三通清代重修碑，包括《重修南安寺修宝塔碑记》《重修南安寺碑记》等。

## 出土文物

### 概说
地宫文物被盗案追回文物132件。所有文物均属于宋辽时期，包括4件国家一级文物，15件国家二级文物，35件国家三级文物，78件一般文物。其中须弥莲座重檐金舍利塔、涂金彩绘木雕天王坐像首次于河北省出土。

### 出土文物图集

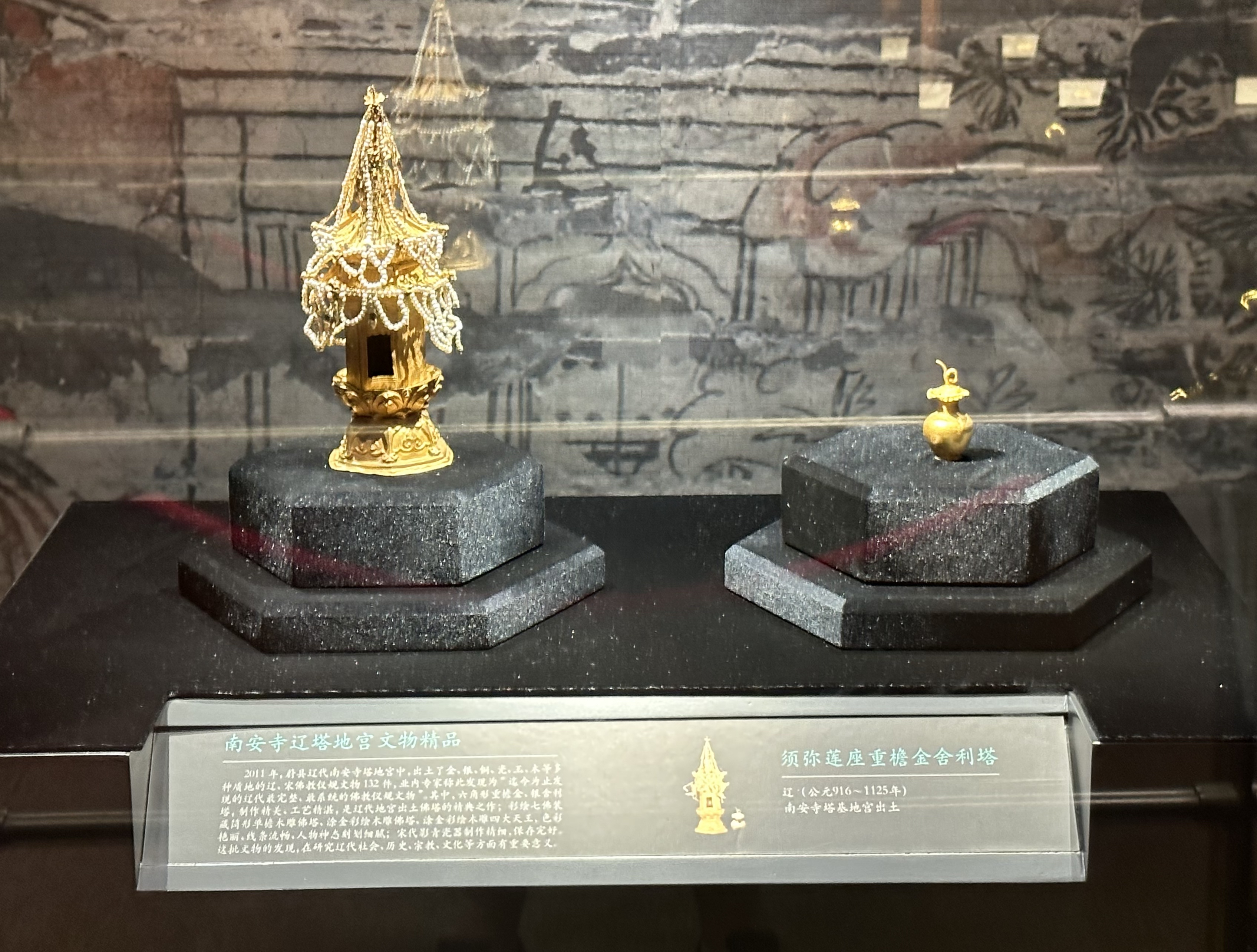
须弥莲座重檐金舍利塔，金质，通高近24厘米，底径近8厘米，重305克。舍利塔有六边形须弥座，一级塔身其中两面开门，余下四面线刻四大天王像。塔身之上为两层塔檐，装饰有斗拱、吻兽、瓦垄、金铎等。塔刹分为镂空宝珠和三层相轮。珠宝链将塔刹与塔檐相连。金舍利瓶原镶嵌于器座，瓶下有莲纹，中腹部有云纹；瓶腹鼓，瓶盖为覆荷叶形，环形柄，金舍利瓶内存有9颗舍利子。为蔚州博物馆镇馆之宝之一。[网 5][刊 3]
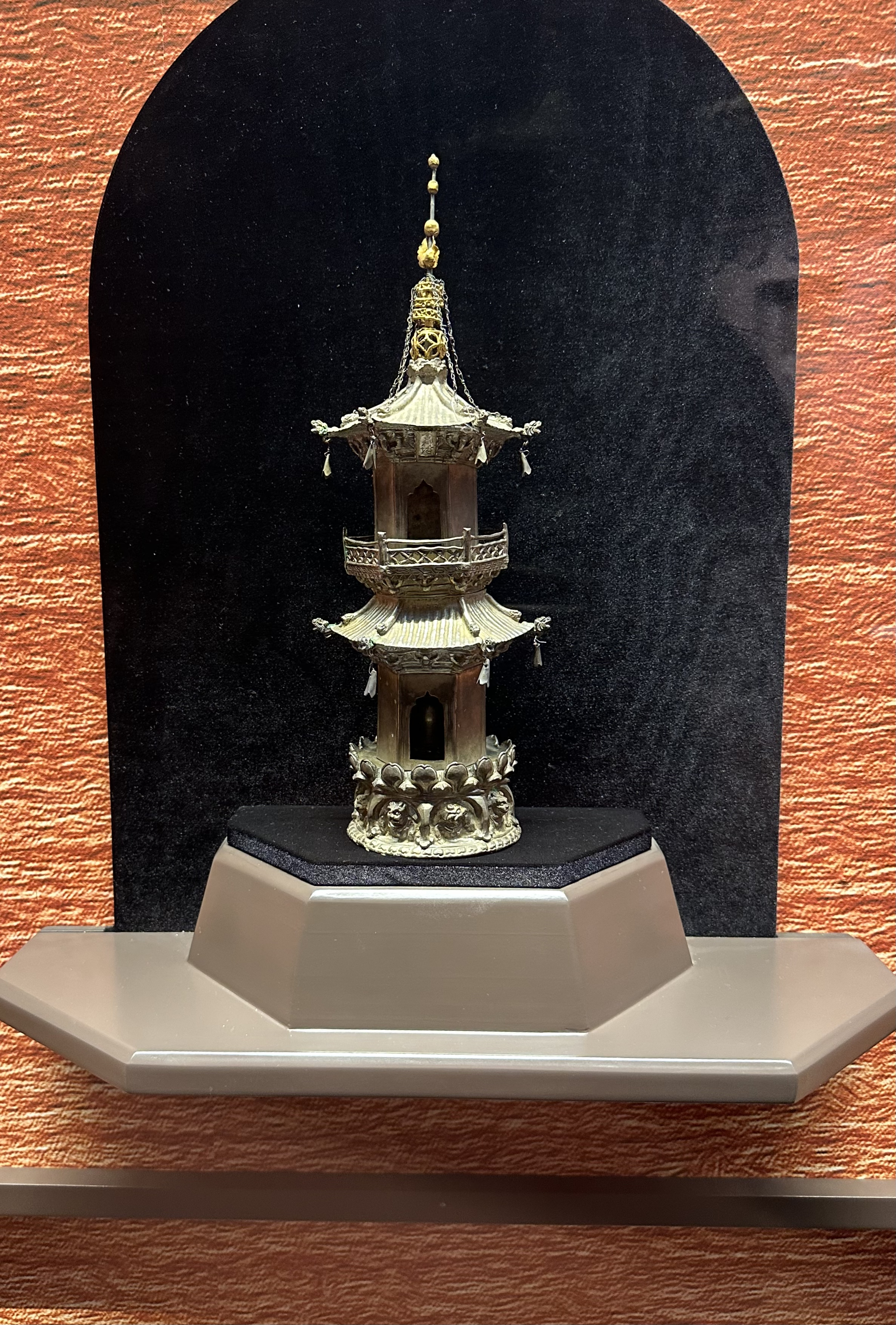
须弥莲座双重檐银舍利塔，银质，高32厘米，底径超8厘米。舍利塔有须弥座，下部有8个兽首，上层为仰莲瓣。塔身分为两层，平面均呈六边形。下层一面开门，塔檐装饰有脊兽、瓦垄、斗拱、风铎。上层有栏板镂空的游廊。一面开门，门上有“舍利塔”匾额。塔刹分为金宝珠和三重相轮，高刹杆，链子将塔刹与塔身上层塔檐的六脊兽首相连。下层塔身内有银舍利瓶，覆莲式瓶座，瓶身素，双重盖。[刊 3][书 8]
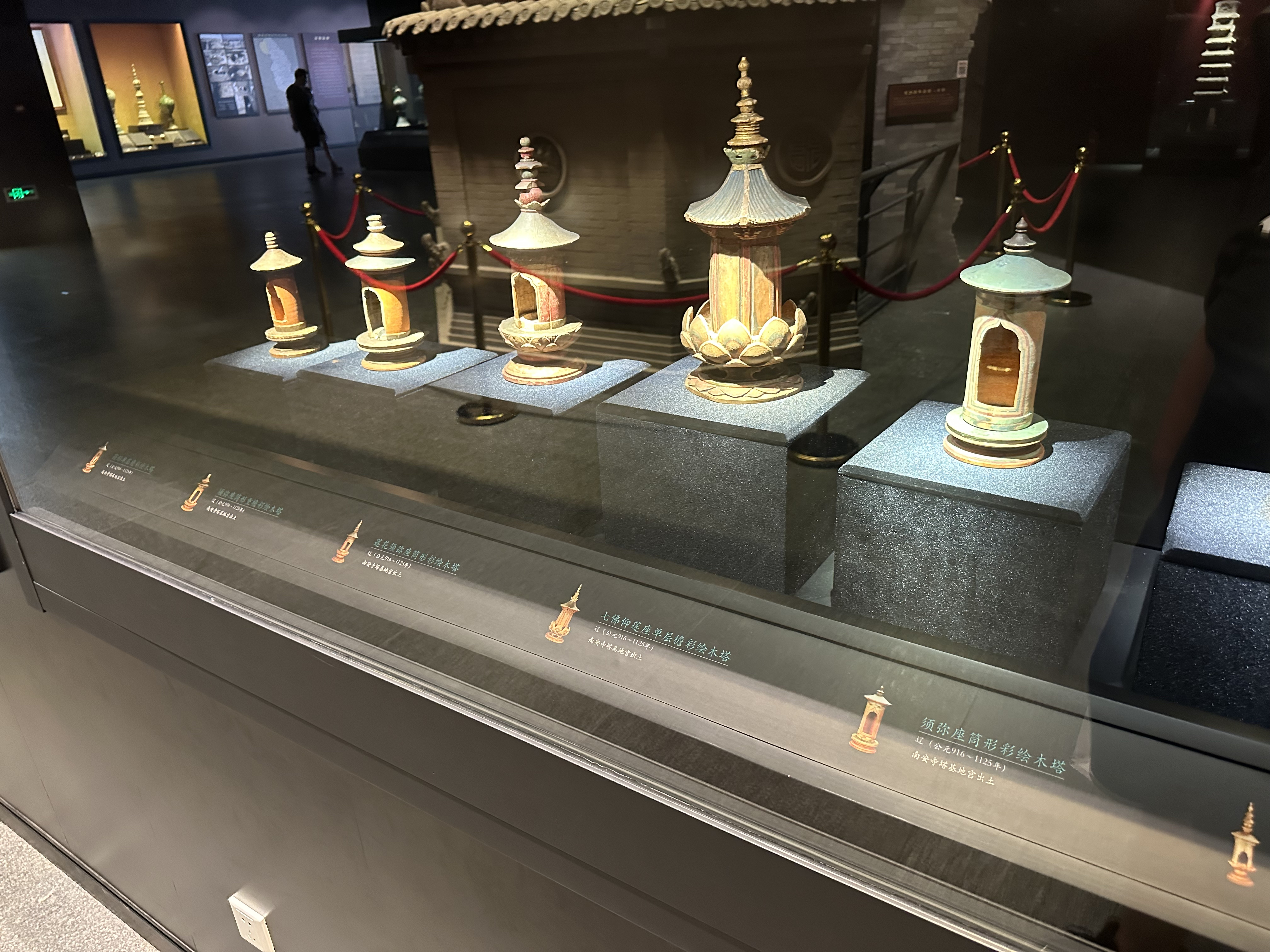
南安寺塔地宫出土的木塔，其中彩绘七佛仰莲座单层檐木塔（右二），木质，高35厘米，底径13厘米有余，通宽14厘米有余，质量为245g。其须弥座上部为三层红蓝彩仰莲瓣，其内有凹底，塔身位于其中。六边形塔身，每面绘有有头光的立佛像。塔顶有盖，刻有红、蓝、绿色为主的斗拱，红色塔檐，蓝色瓦面。其上为塔刹的仰莲座。塔刹由相轮、宝珠等组成，通体鎏金。为蔚州博物馆镇馆之宝之一。[网 5]
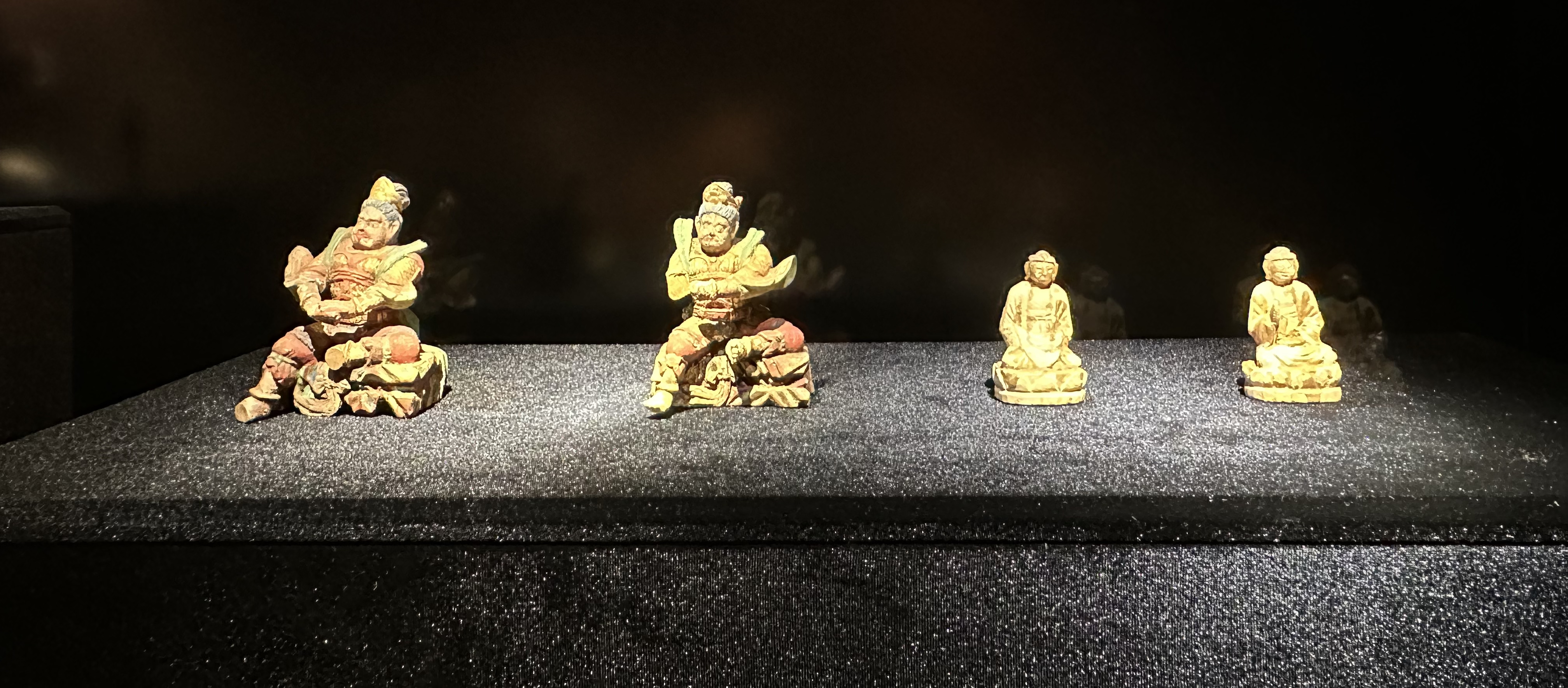
涂金彩绘木雕天王坐像与涂金木雕释迦牟尼坐像，其中涂金彩绘木雕天王坐像共计4尊，均高9厘米左右，底宽6厘米左右。5尊天王坐像均为木质雕刻而成。其座有海水纹装饰。天王身着鎏金铠甲，身上缠飘彩带。衣物有红、绿、蓝色彩绘。天王怒目竖眼。[书 8]
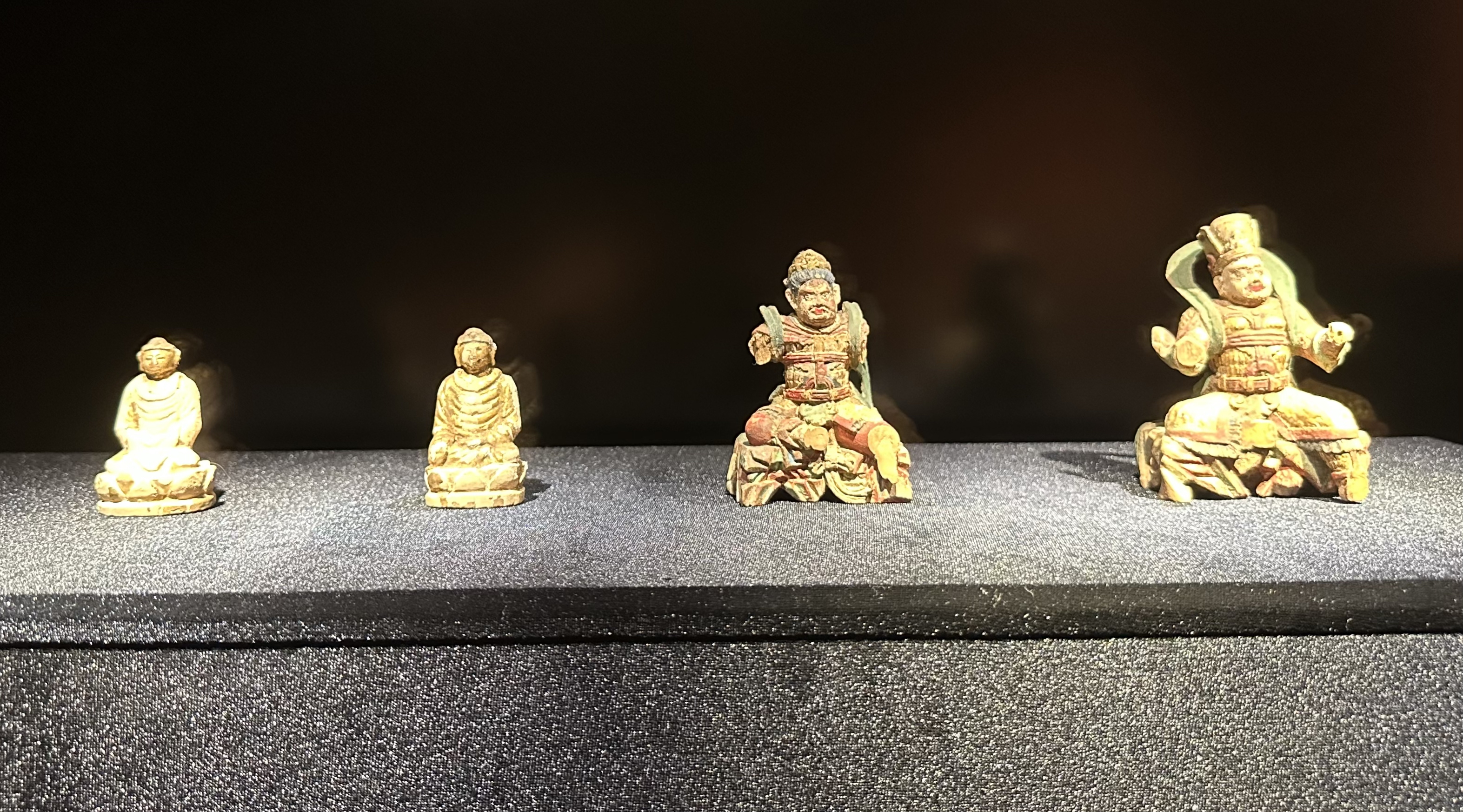
涂金彩绘木雕天王坐像与涂金木雕释迦牟尼坐像，其中涂金木雕释迦牟尼坐像共计4尊，平均高6厘米。佛像均坐在有红彩的仰莲座上，跏趺坐。佛像通体鎏金。[书 8]
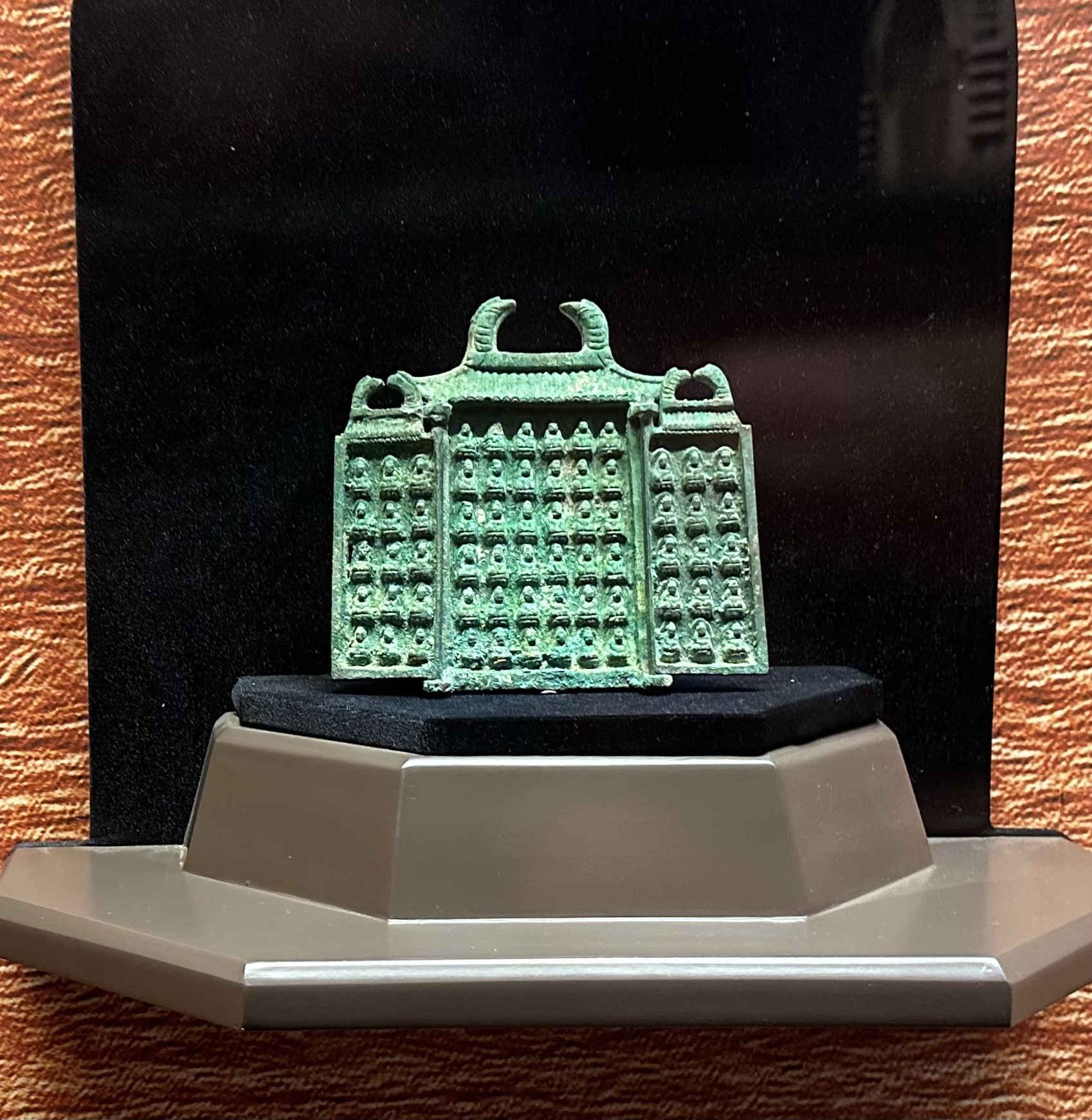
青铜千佛龛，高12厘米有余，总宽超13厘米。佛龛整体为屋子形状。可分成三部分，中间部分上部为歇山顶，下部分为佛龛，共有6排6列36座佛像。左、右两部分为门，有门转。两部分上部为屋顶，下部各有3排5列15座佛像。[书 8]
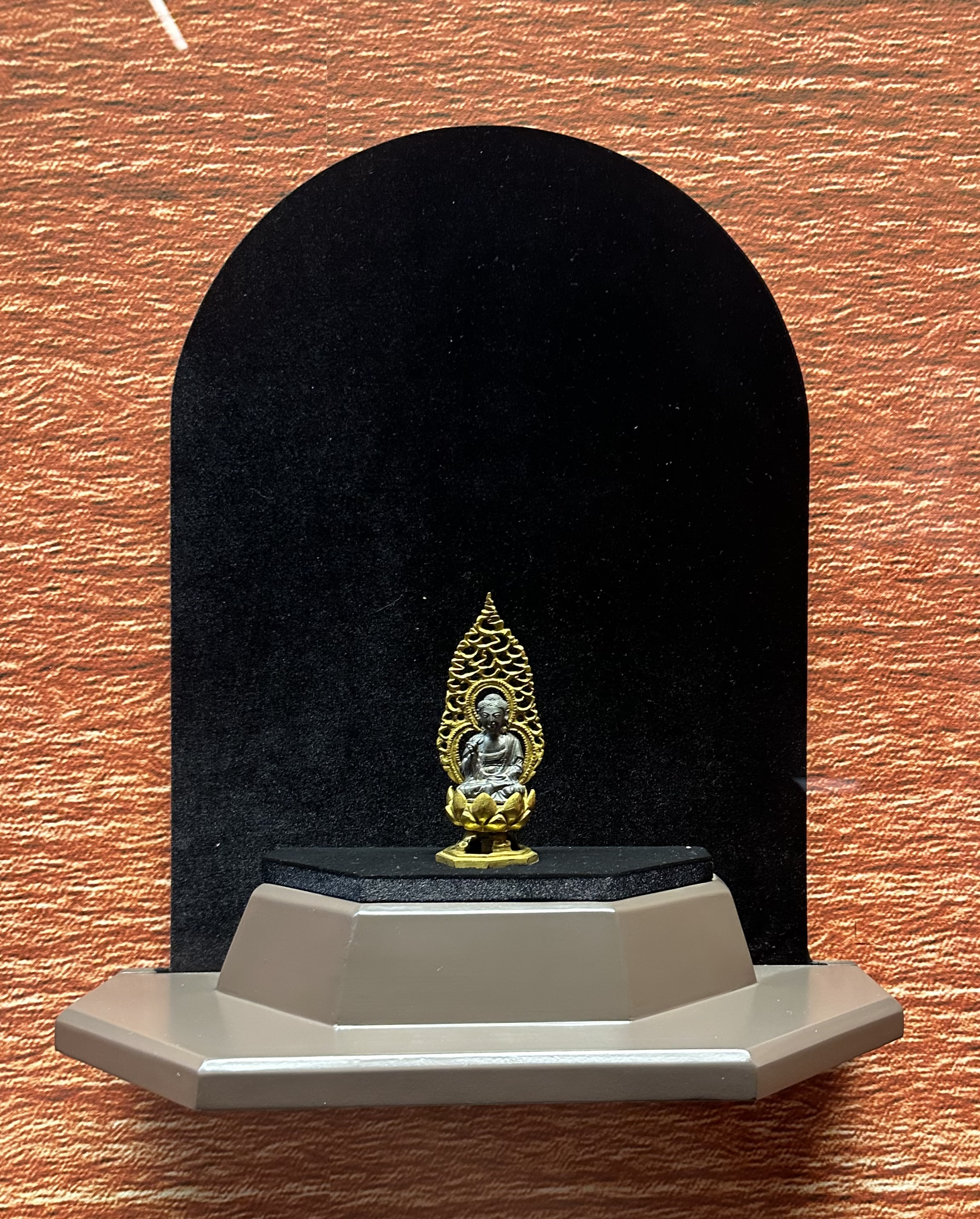
仰莲金座背光银佛坐像，通高12厘米。金质须弥座，上层为两层仰莲，内为平座，上有孔。其金质镂空火焰纹背光插入其中。平座上放银质佛。佛像跏趺坐，左手手心向上，置于左膝，右手抬起。佛像双耳垂肩，头围发髻，身披袈裟。[书 8]
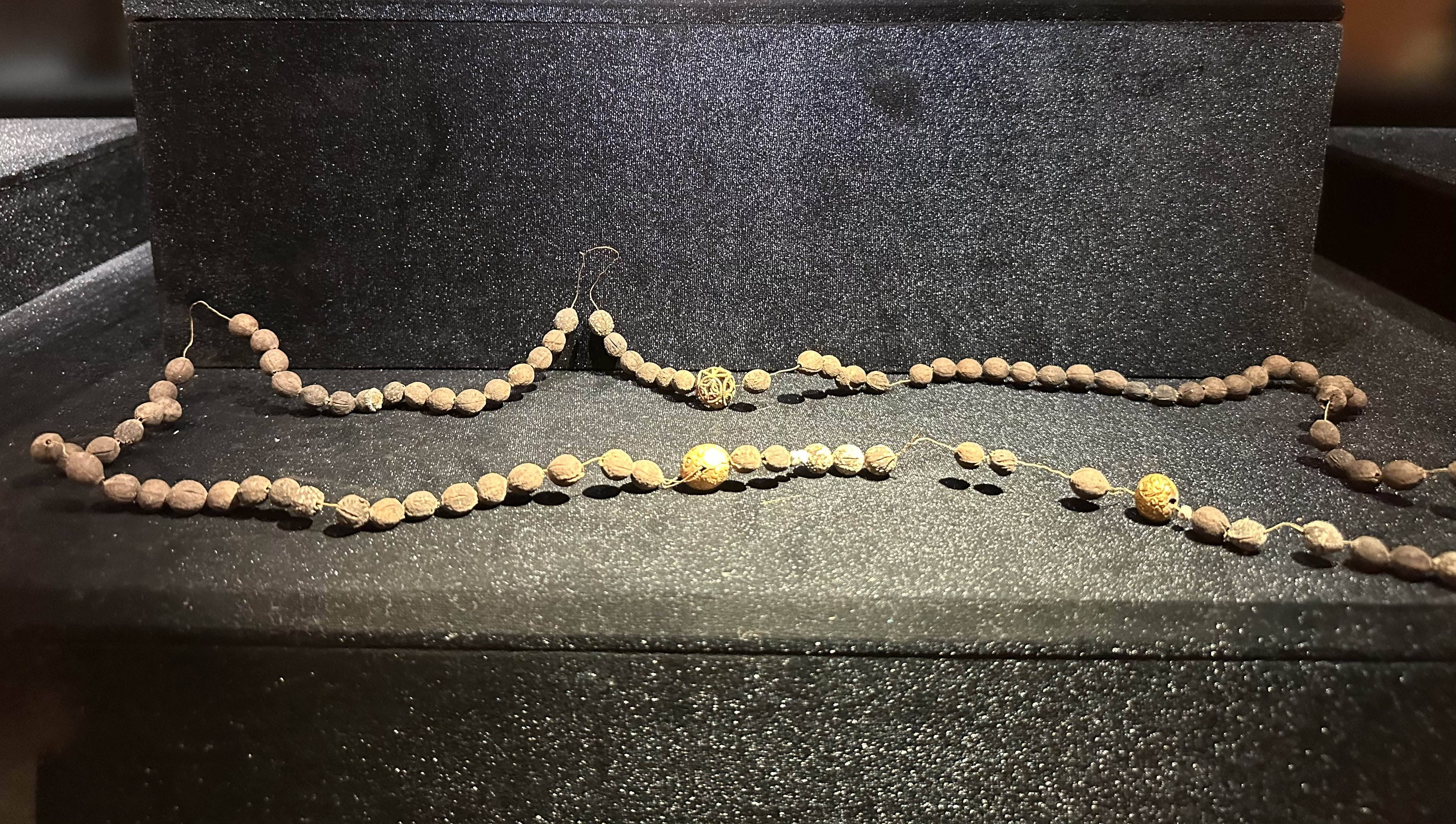
金丝菩提子佛珠，金丝将三只金珠与植物珠相串制作而成。[书 8]